# Kiowa County (Colorado)
Kiowa County is een county in de Amerikaanse staat Colorado.
De county heeft een landoppervlakte van 4.587 km² en telt 1.622 inwoners (volkstelling 2000). De hoofdplaats is Eads.